# 格雷厄姆·莱恩汉
格雷厄姆·莱恩汉（英語：Graham Linehan，1968年5月22日—）是一位爱尔兰电视喜剧编剧和导演，著名的作品有情景喜剧《神父特德》、《布莱克书店》和《IT狂人》等。他凭借这三部电视剧多次赢得英国学术电视奖的提名和奖项。